# Gysenbergpark

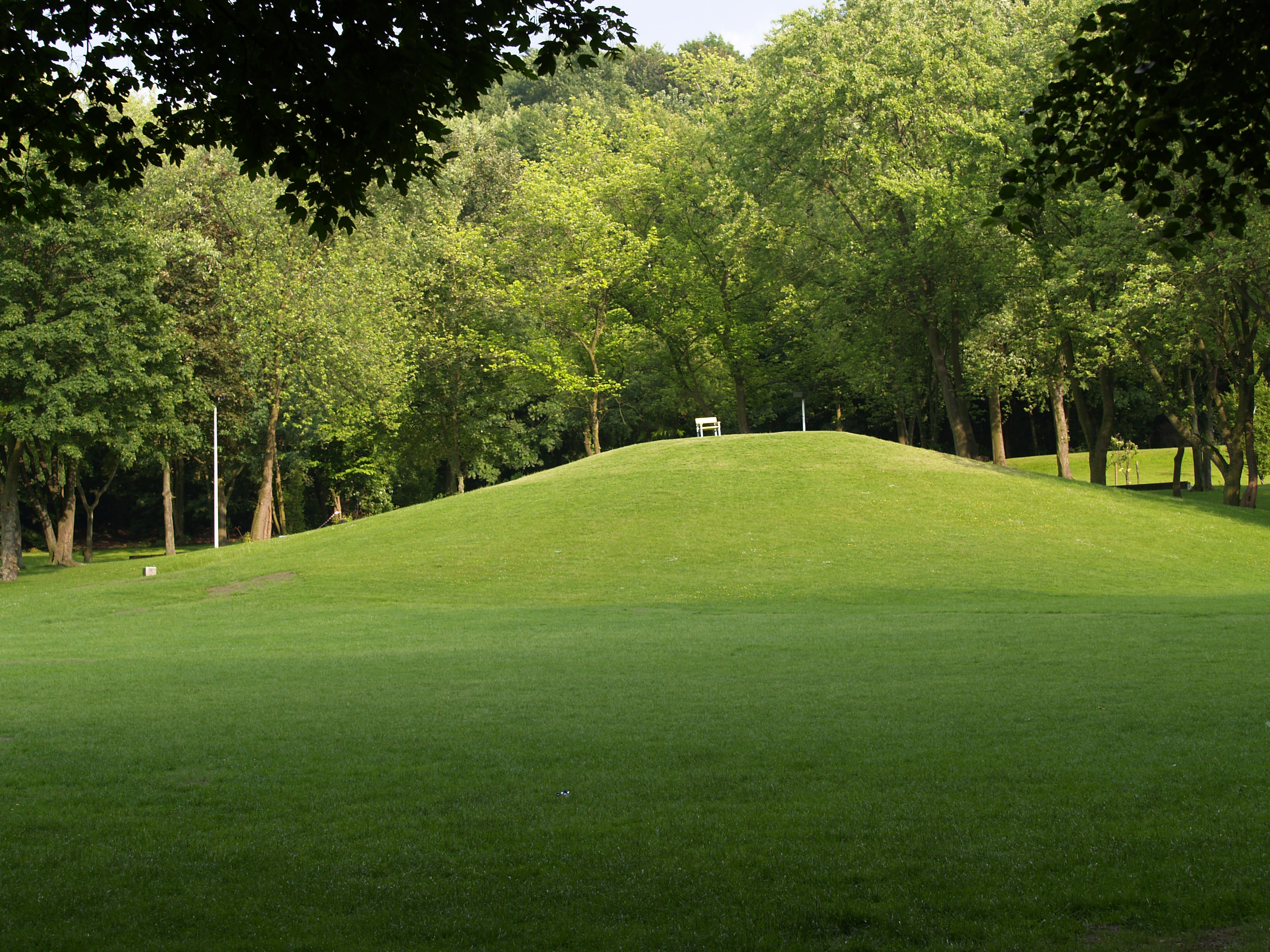
Im Park

Der Gysenbergpark ist ein Freizeitpark in Herne. Er wurde 1970 als Revierpark Gysenberg gegründet und war der erste Park dieser Art im Ruhrgebiet. Betreiber ist die Revierpark Gysenberg Herne GmbH, deren Gesellschafter zu gleichen Teilen die Stadt Herne und der Regionalverband Ruhr sind. Der Park erstreckt sich über eine Fläche von 31 Hektar.

## Lage
Der Revierpark liegt im Süden Hernes im Stadtbezirk Sodingen. Er erstreckt sich unterhalb des Gysenbergs vor dessen Nordhang. Die Rasenflächen des Parks reichen bis an den Gysenberger Wald. Vor 1970 wurde das Gelände landwirtschaftlich genutzt. Der in Ost-West-Richtung verlaufende Hauptweg liegt auf der Trasse der ehemaligen Verbindungsbahn der Zechen Mont Cenis und Constantin 4/5/11.

## Freizeitangebot

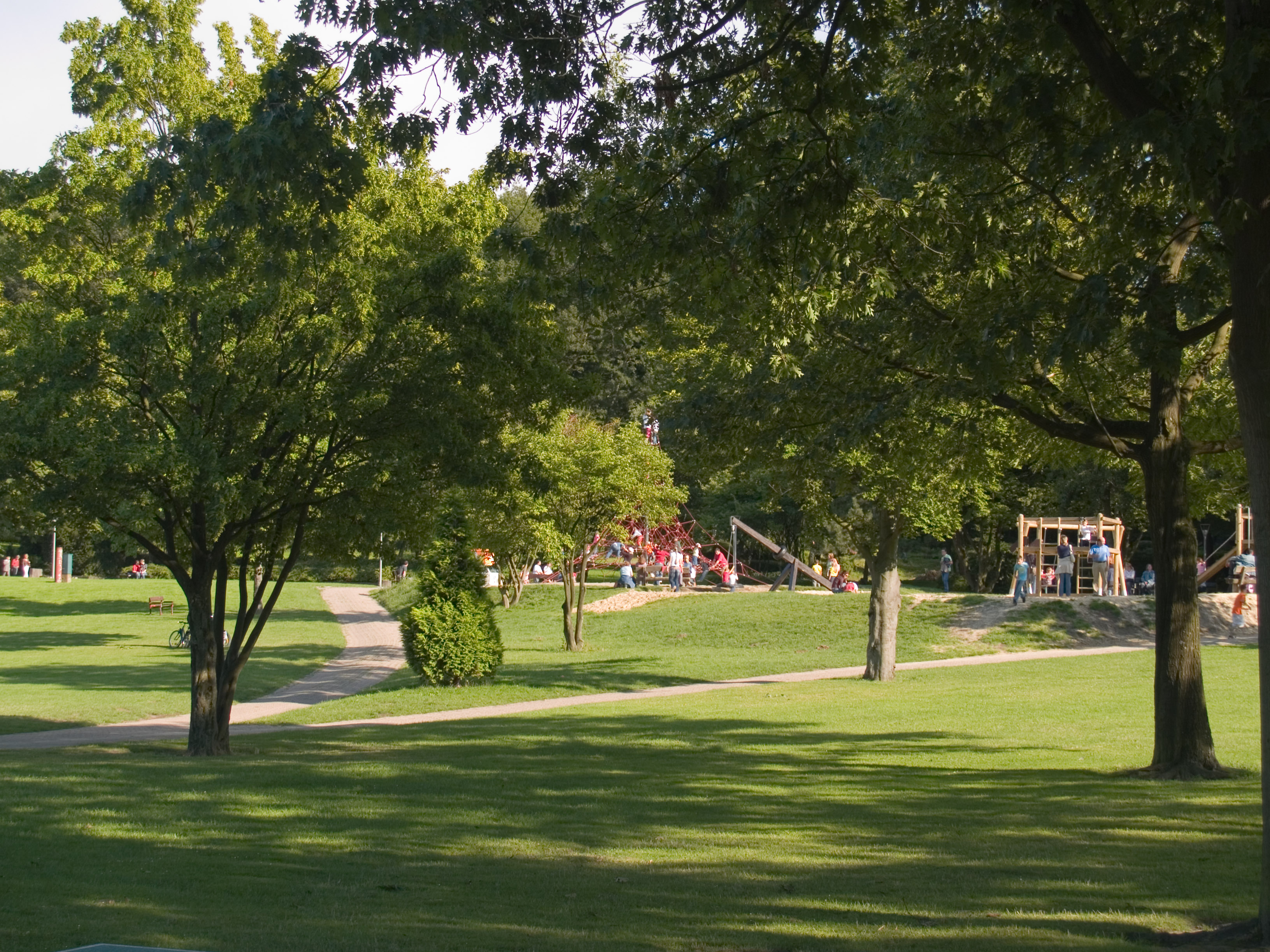
Spielangebote

Zum Freizeitangebot des Parks gehören das Freizeitbad Lago, ein Veranstaltungsgebäude, das Freizeithaus, eine Sporthalle, eine multifunktionale Veranstaltungs- und Eislaufhalle und das Kinderspielhaus Pfiffikus. Auf dem Freiluftgelände sind neben den großen Wiesenflächen eine Kartbahn, eine Minigolfanlage, eine Kletteranlage mit zehn Meter hohem Turm und Boulderwand, ein Streichelzoo, eine Kindereisenbahn, zwei Teiche, die einst für Ruderbootfahrten genutzt wurden, und ein Spazierwegenetz zu finden. Neben Außensportanlagen, unter anderem mit einer Beachvolleyballanlage, gibt es ein Hallensportzentrum.

### Freizeitbad Lago
Das Freizeitbad Lago ist ein Sol-, Wellen- und Freibad mit einer umfangreichen Saunalandschaft. In der Saunalandschaft des Lago werden verschiedenste Aufgüsse angeboten. So gibt es z. B. einen zelebrierten Aufguss, der über 15 Minuten dauert, einen Salzaufguss und Eisaufgüsse, in denen Obst oder Wassereis angeboten werden. Das Lago befindet sich im Ostteil des Parks, die Liegewiesen des Freibadbereichs erstrecken sich in das Ruhmbachtal.

### Eissporthalle
Die Eissporthalle befindet sich im Westteil des Revierparks. Sie wird sowohl für Eislauf als individuelles Freizeitvergnügen, wie auch für den vereinsmäßigen Eissport und Einkunstlauf genutzt. Der Eishockeyverein des Herner Eissportvereins nutzt die Halle zum Training und für Heimspiele. Für Schulen, Vereine, Kindergärten und Jugendzentren bestehen besondere Angebote.

### Kindereisenbahn Jolante

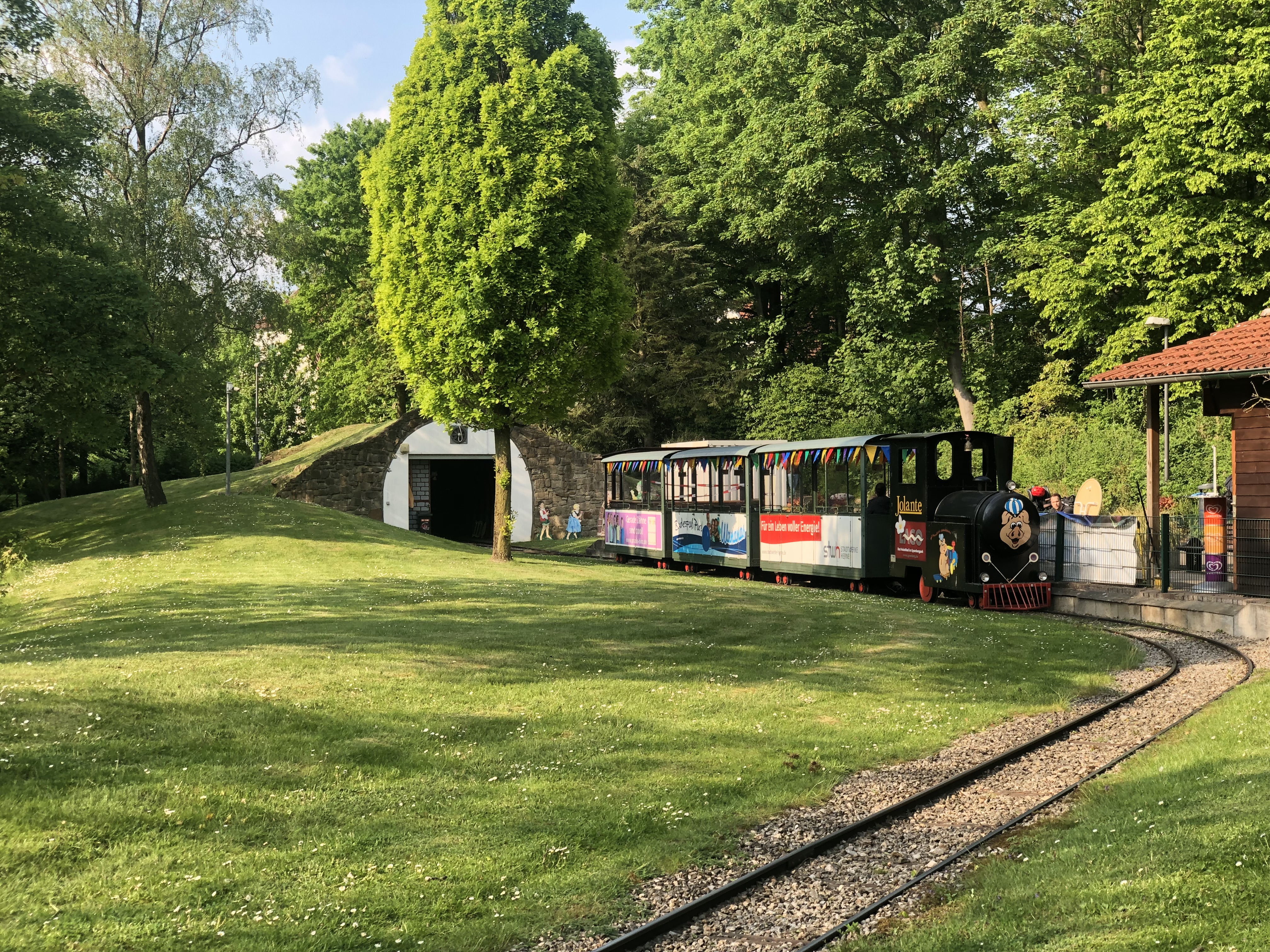
Die Kindereisenbahn Jolante am Bahnsteig im Mai 2022

Im Park verkehrt die Kindereisenbahn Jolante, eine Parkeisenbahn mit rund 300 Metern Gleislänge. Die angesprochene Nutzergruppe sind vorwiegend Kinder, begleitende Erwachsene können mitfahren. Der Betrieb erfolgt ganzjährig.
Als Zugmaschine dient eine Elektrolok in der äußeren Gestaltung einer Dampflok. Der Lok sind üblicherweise drei Wagen angehängt. Die Spurweite beträgt 600 mm.
Die Bahn fährt entlang des Tierparks an den historischen Mühlenteichen im Ostbachtal . Sie wurde 1970 mit dem Entstehen des Revierparks eingerichtet.

### Tierpark
Der Tierpark liegt im Ostbachtal unter dem bewaldeten Hang des Gysenberges. Die Gebäude sind im Stil eines Bauernhofs angelegt. Es werden mitteleuropäische Haustierrassen gehalten. Im Zentrum der Anlage befindet sich ein Streichelzoo. Die Geschichte des Tierparks reicht bis 1934 zurück.

## Bedienung ÖPNV
Der Gysenbergpark wird durch die Linien 321, 323, 324 und NE32 der Straßenbahn Herne-Castrop-Rauxel GmbH bedient.
| Linie | Verlauf | Takt (Mo–Fr)                                               |
| ----- | --- | ---------------------------------------------------------- |
| 321   | Herne Mitte – Herne Bf – Horsthausen – Zechenring – Börnig – Akademie Mont-Cenis – Sodingen – Herne-Tierpark Gysenberg – Siedlung Constantin – Bochum-Gerthe Mitte – Schwerinstr. | 30 min (Herne Mitte–Constantin) 60 min (Constantin–Gerthe) |
| 323   | Bickern – Mondpalast – Wanne-Eickel Hbf – Crange – Baukau-Ost – Herne Bf – Herne Mitte – Archäologie-Museum/Kreuzkirche – Krankenhaus Wiescherstr. − Tierpark Gysenberg – Siedlung Constantin – Bochum-Hiltrop Kirche | 20 min                                                     |
| 324   | Castrop Münsterplatz – Holthausen Süd (Friedhof) – Sodingen Mitte – Akademie Mont-Cenis – Gysenbergpark/LAGO – Ostbachtal – Archäologie-Museum/Kreuzkirche – Herne Mitte – Herne Bf Fahrten ab Herne Mitte montags bis freitags als Linie 321 und samstags als Linie 351 in Richtung Herne Bf                                                | 30 min                                                     |
| NE32  | NachtExpress: Herne Bf → Horsthausen → Pantringshof → Schloß Strünkede → Herne Bf → Herne Mitte → Archäologie-Museum/Kreuzkirche → Tierpark Gysenberg → Siedlung Constantin → Herne-Süd → Flottmann-Hallen → Hölkeskampring → Herne Bf Fährt in den Nächten Freitag/Samstag, Samstag/Sonntag, vor Feiertagen und nach besonderer Ankündigung | 60 min                                                     |